# Otto Duintjer

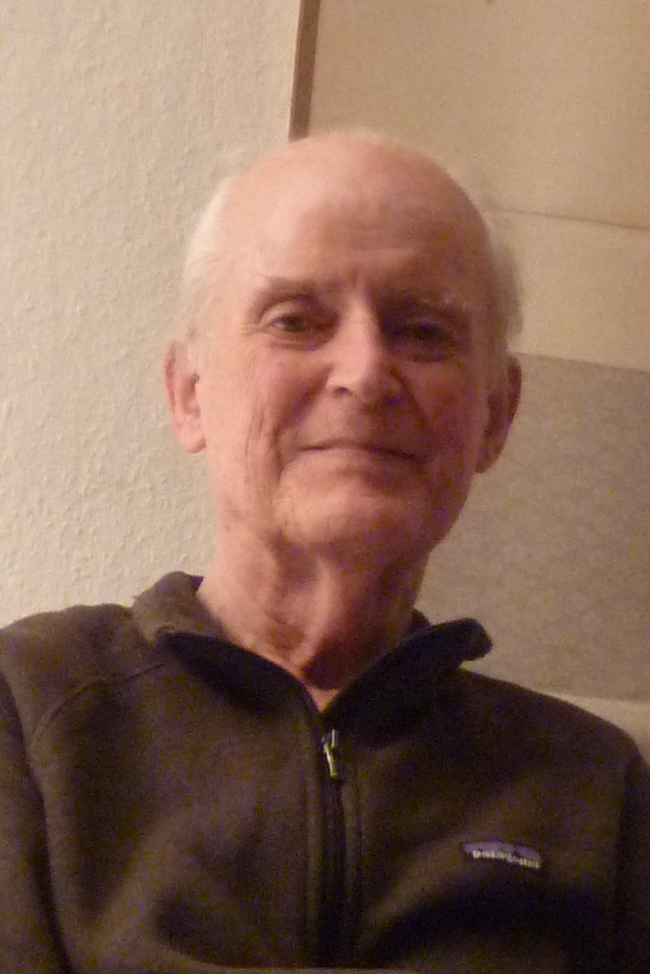
Otto Duintjer

Otto Dirk Duintjer (Amsterdam, 30 april 1932 - Heemstede, 23 november 2020) was een Nederlands filosoof. Hij was hoogleraar aan de Universiteit van Amsterdam en ontving een eredoctoraat van de Universiteit voor Humanistiek.

## Biografie
Otto Duintjer studeerde theologie aan de Vrije Universiteit (Amsterdam) en de Universiteit van Amsterdam en filosofie aan de Rijksuniversiteit Groningen. Van 1960 tot 1970 was hij wetenschappelijk medewerker aan de Universiteit Leiden, waar hij in 1966 bij prof. Kees van Peursen cum laude promoveerde op het proefschrift De vraag naar het transcendentale, vooral in verband met Heidegger en Kant.
Van 1970 tot 1987 was hij hoogleraar Kennisleer en Metafysica aan de Universiteit van Amsterdam. Van 1987 tot zijn emeritaat in 1997 bezette hij aan dezelfde universiteit de leerstoel Filosofie en Spiritualiteit. In 2004 ontving Duintjer een eredoctoraat van de Universiteit voor Humanistiek vanwege zijn werk op het grensvlak van filosofie en spiritualiteit. Duintjer was mede-oprichter van de Stichting Filosofie Oost-West.
Duintjer overleed in 2020 op 88-jarige leeftijd.

### Publicatie over de filosofie van Otto Duintjer
- Rondom Dao. De filosofie van Otto Duintjer als wegwijzer naar Laozi en Zhuangzi. Woei-Lien Chong. Budel: Damon, 2025.